# 大宅映子
大宅 映子（おおや えいこ、本名：枝廣 映子、1941年（昭和16年）2月23日 - ）は、日本のジャーナリスト、評論家、コメンテーター。
ジャーナリスト大宅壮一の三女。兄は詩人・大宅歩。芸能事務所ホリプロがマネジメントしている。
株式会社大宅映子事務所代表取締役、公益財団法人大宅壮一文庫理事長。（母・大宅昌から引き継いだ。）
CNNj放送番組審議会委員、AXNエンタテインメント放送番組審議会委員、西武ホールディングス社外取締役、日本年金機構理事、公益財団法人日本国際フォーラム評議員、日本ゴルフ改革会議議長。元日本インフォメーションシステムズ (NIS) 代表取締役、元株式会社髙島屋社外取締役、元資生堂社外監査役。
夫は株式会社コスモ・インタラクティブ代表取締役の枝廣宇人。娘2人(長女・和(1967/5/14)次女・牧(1971/8/17))、孫3人がいる。

## 来歴・人物
東京都出身。東京学芸大学附属世田谷中学校、東京都立駒場高等学校、国際基督教大学卒業。同大学院に進学するも3カ月で退学。宣伝会社コスモ・ピーアールに入社。翌年2月に同僚だった夫と結婚。）1969年に日本インフォーメーション・システム (NIS) を創設し、1978年頃から政府審議会の委員を務めた。
1996年12月2日、藤岡信勝、西尾幹二、小林よしのりらは「新しい歴史教科書をつくる会」の結成記者会見を開催。中学校社会科教科書からの従軍慰安婦の記述削除を求めた。会見時の呼びかけ人は9人、賛同者は78人。大宅は賛同者に名を連ねた。
「衆議院議員選挙区画定審議会」、「地球的規模の環境問題に関する懇談会」、「医療保険福祉審議会」、「行政改革委員会」、「警察刷新委員会」、「教育改革国民会議」、「税制調査会」、「年金業務・社会保険庁監視等委員会」など政府審議会委員を歴任する。道路関係四公団民営化推進委員会で、他委員の辞任や長期欠席が続発したが、2002年6月から2005年9月30日の委員会解散まで委員を務めた。
2002年に、テレビ番組『サンデーモーニング』で岸井成格が北朝鮮による日本人拉致問題について「一時帰国した拉致被害者5人を当初の約束どおり一旦北朝鮮に戻すべき」と発言し、「私もそう思う」と同調した。
2014年1月1日から2021年まで日本年金機構の理事を務めた。
2017年2月3日に、日本ゴルフ改革会議議長として選手村との距離、夏の気温、会員規約、費用などから2020年東京オリンピックのゴルフ会場を霞ヶ関カンツリー倶楽部（埼玉県川越市）から若洲ゴルフリンクス（東京都江東区）へ変更することを東京都知事に申し入れた。
家庭教育、親子関係などで著書が多く、2013年ハワイシニアライフ協議会「愉しく欲張って生きる」、2016年東北エネルギー懇談会「豊かさと安全とエネルギー」、2017年日比谷図書文化館 新春講演会など講演をこなす。

## 出演番組
- 星からの国際情報「大森実のロス衛星中継」（テレビ東京 東京側キャスター）
- サンデーモーニング（TBSテレビ）隔週定期出演
- 情報ライブ ミヤネ屋（読売テレビ）水曜日定期出演
- あまから問答 (NET→テレビ朝日)
- たけしのニッポンのミカタ!（テレビ東京）
- 情熱報道ライブ「ニューズ・オプエド®」（NOBORDER NEWS TOKYO 解説委員）
- 大宅映子のクエスチョンズ（TBSラジオ）
- 「大宅映子の辛口コラム」（1988年4月16日 - 2025年3月29日、TBSラジオ）　[19] - 開始時『土曜ニュースプラザ』、以後『土曜朝イチエンタ。堀尾正明+PLUS!』などを経て終了時『まとめて!土曜日』の内包番組
- 関口宏の一番新しい中世史（BS-TBS）

## CM出演
- 原子力発電推進PR[要出典]
- 日本広告審査機構

## 著作
- 『大宅映子のオヤジ採点』全国朝日放送、1980年10月）
- 『愉しい欲張り人生』海竜社、1983　『愉しく欲張って生きる』三笠書房知的生き方文庫
- 『子どもの躾は免疫主義しかない－マナーを知らない子にしないために』開隆堂出版、1985）『わが娘に母のこんな心を伝えたい』三笠書房知的生き方文庫
- 『どう輝いて生きるか－女の自分育て自分づくり、私の方法』海竜社、1990
- 『だから女は面白い－女の常識女の視点』海竜社、1993
- 『女の自立と心意気－みんなに聞いて欲しい5つの物語』対談集、広済堂出版、1995
- 『いい親にならなくていい!－子どもが育つ教育の条件』海竜社、2000
- 『親の常識－親がなすべき、当たり前で大切なこと』海竜社、2008
- 『女の才覚 日本の女性が失くしてしまったもの』ワニブックス〈plus〉新書 2011

## 共編著
- 『われら9人の食いしん坊－』編、渡部昇一他著、講談社、1981年8月）
- 『食いしん坊ここだけの話』編、團伊玖磨他著、講談社、1984

## 翻訳
- 『エイズ－手をつないだ位では感染しない』ニキ・ド・サンファール、グラフィック社、1987